# آرامگاه محمد نادرشاه
آرامگاه نادرشاه نام آرامگاه محمد نادر شاه (پدر محمد ظاهرشاه) است که در شهر کابل در کشور افغانستان واقع است.
این آرامگاه در فراز تپه مرنجان با شکل و اسلوب نوین بنا یافته و گنبد کبود آن از خشت پخته، کاشی و باقی از سنگ مرمر ساخته شده است.
عمارت مذکور در دوره سلطنت محمدظاهرشاه بعد از سال ۱۳۱۳ (قمری) ساخته شده است.